# Ceratopogon pusio
Ceratopogon pusio är en tvåvingeart som först beskrevs av Zetterstedt 1850.  Ceratopogon pusio ingår i släktet Ceratopogon och familjen fjädermyggor.
Artens utbredningsområde är Norge. Inga underarter finns listade i Catalogue of Life.